# La luz de Aisha
La luz de Aisha (La llum de l'Aisha en catalán) es una película animada de habla catalana de aventuras de 2025, dirigida por Shadi Adib y escrita por Xavier Romero y Llorenç Español Nolla. Se estrenó en cines españoles el 11 de abril de 2025, con distribución de Filmax.

## Trama
En el reino de Al-Ándalus durante el siglo XI, una niña, Aisha (voz de Michelle Jenner), es engañada por un alquimista, Txawir (voz de Toni Mora), para robar un peligroso libro. Cuando su padre, Ahmad (voz de José Posada), es encarcelado por el robo, Aisha se embarca en una peligrosa aventura para recuperarlo y limpiar su nombre.

## Reparto
- Michelle Jenner como Aisha
- José Posada como Ahmad
- Nerea Rodríguez como Nura
- Jordi Sánchez como Muthadi
- Toni Mora como Txawir
- Yolanda Gispert como Uday
- Elisabeth Bargalló como Habib
- Txell Sota como Shira
- Mariola Fustier como Hao
- Mark Ullod como el Capitán
- Cesc Martínez como Basim

## Producción
En marzo de 2023, se anunció que RTVE había adquirido 34 películas españolas para su participación en ellas, entre las cuales se incluía La luz de Aisha. La película es una coproducción internacional entre España, Alemania y Singapur, por parte de las productoras Mago Audiovisual Production, Castelao Productions, Peng! Boom! Tschak! Films y Sangnila. Fue dirigida por Shadi Adib y escrita por Xavier Romero y Llorenç Español.

## Lanzamiento y marketing
En diciembre de 2024, Filmax lanzó el primer teaser de La luz de Aisha. En enero de 2025, Filmax programó el estreno en cines de la película para el 11 de abril de 2025. En febrero de 2025, el tráiler final de la película fue lanzado.